# The Deuce
The Deuce, titulada en España como The Deuce (Las Crónicas de Times Square), es una serie de televisión estadounidense de la cadena HBO, estrenada en 2017, que ha sido creada por los escritores y productores David Simon y George Pelecanos, productores y guionistas de series de gran éxito como The Wire o Treme. The Deuce se ambienta en la ciudad de Nueva York a principios de los años setenta.

## Argumento
La serie cuenta el nacimiento de la industria del cine porno a principio de los años setenta en el ámbito de Times Square, en un periodo anterior al turismo masivo en la ciudad de Nueva York, en el que la calle 42 constituía un reino de la prostitución y la pornografía. The Deuce, que era como se solía denominar a esta área, se adentra, de forma coral en la vida de las prostitutas y sus proxenetas, combinado con empresarios de los bajos fondos, bares nocturnos y policías corruptos.

## Reparto
- James Franco (Vincent y Frank Martino), dos hermanos gemelos de Brooklyn que operan en Times Square como fachada para los negocios de algunos mafiosos.[5]
- Maggie Gyllenhaal (Eileen "Candy" Merrell), una prostituta callejera de Times Square con espíritu emprendedor que se ve atraída por la industria de la pornografía.[6]
- Gbenga Akinnagbe (Larry Brown), un proxeneta de Times Square.[7]
- Chris Bauer (Bobby Dwyer), cuñado de Vincent y Frankie Martino, empleado en una empresa constructora.[7]
- Gary Carr (C.C.), proxeneta de Times Square.[8]
- Chris Coy (Paul Hendrickson), un veterano barman, con un espíritu afín a Vincent Martino, que persigue sus propias ambiciones personales y profesionales en la emergente comunidad LGBT de los años 70, en Nueva York.[9]
- Dominique Fishback (Darlene), una joven prostituta.[10]
- Lawrence Gilliard Jr. (Chris Alston), policía del NYPD.[10]
- Margarita Levieva (Abigail "Abby" Parker), una estudiante que establece una relación sentimental con Vincent.[10]
- Emily Meade (Lori), una joven prostituta recién llegada a Nueva York desde Minnesota.[5]
- Natalie Paul (Sandra Washington), una periodista que investiga la industria del sexo en Times Square.[11]
- Michael Rispoli (Rudy Pipilo), capo mafioso de la familia Gambino.[11]